# Benaocaz
Benaocaz là một đô thị trong tỉnh Cádiz, Tây Ban Nha. Theo điều tra dân số 2006 đô thị này có dân số là 729 người.

## Dân số
| 1999 | 2000 | 2001 | 2002 | 2003 | 2004 | 2005 |
| ---- | ---- | ---- | ---- | ---- | ---- | ---- |
| 632  | 659  | 662  | 668  | 672  | 702  | 729  |

Source: INE (Tây Ban Nha)

## Hình ảnh

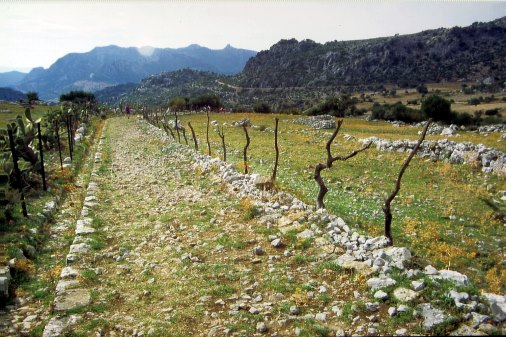
Path from Ubrique to Benaocaz
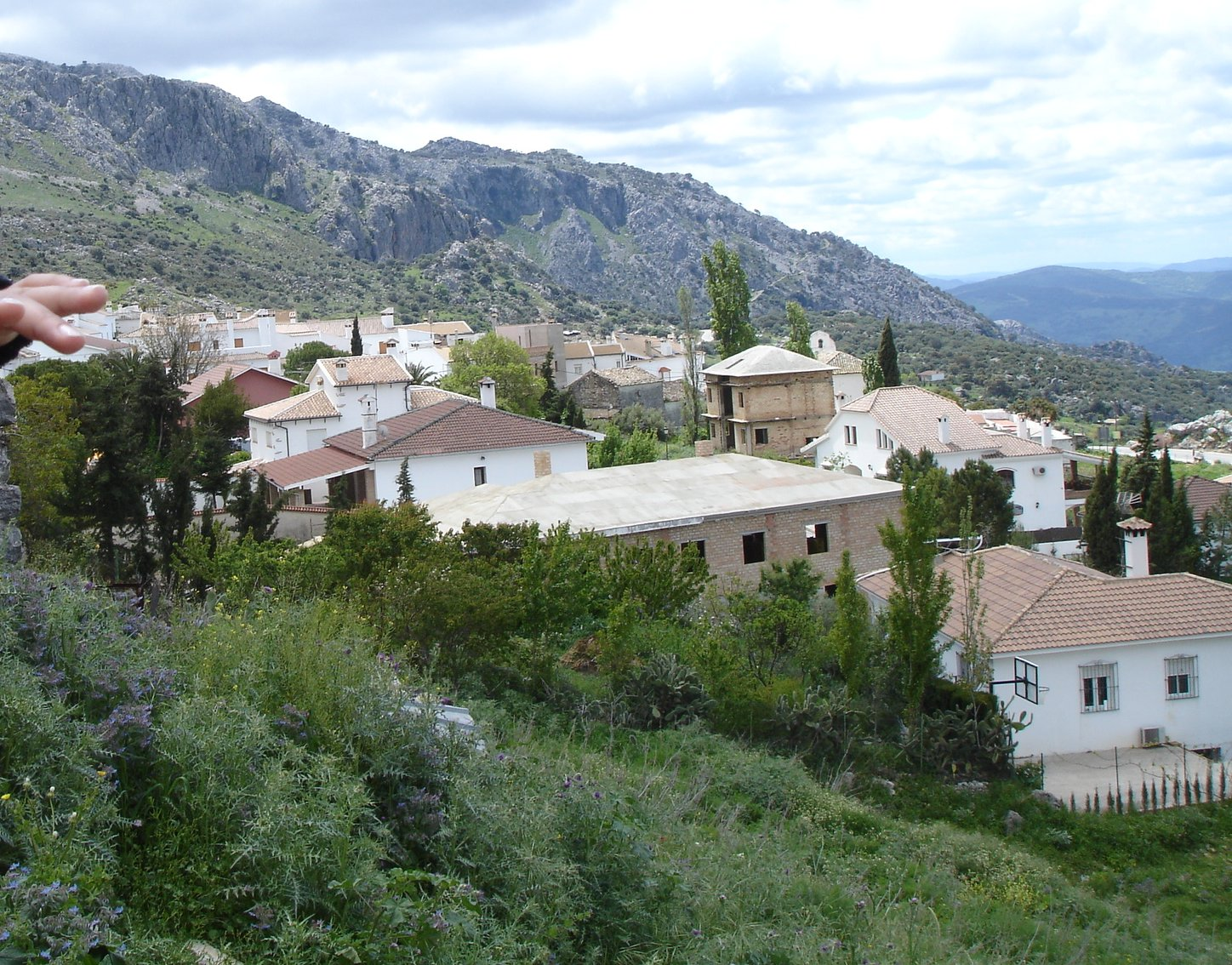
Benaocaz View